# Приморка
Приморка — село в Неклиновском районе Ростовской области. Административный центр Приморского сельского поселения.

## Название
Изначально село называлось Армянская коса, позже к нему стало применяться  также название Курячья коса. В 1902 году, после рождения наследника престола царевича Алексея, была образована Царско-Алексеевская волость, а поселок стал именоваться: Куричье - Косьянский поселок Царско–Алексеевской волости. Оба названия Армянская коса и Курячья коса употреблялись вплоть до установления советской власти. В конце января 1920 года, на первом заседании революционного комитета, Куричья Коса была переименована в Приморку.

## История
Образовалось селение на землях армянских поселян, и изначально носило названия Армянская коса. Позже, наряду с этим названием поселение стали называть Курячья коса. Территориально селение относилось к Новонахичеванскому армянскому округу Екатеринославской губернии. Разрешение на проживание в этом месте давал в Нахичеванский армянский магистрат. Изначально поселение было не большим, и представляло собой хутор из нескольких домов. Соответственно и арендная плата живших на хуторе селян была незначительна.  После того как рядом с хутором проложили Курско-Харьково-Азовскую железную дорогу, поселение начало быстро расти в численности. Учитывая расположение поселения, и наличие обилия рыбы, в Армянскую косу со всей страны стали съезжаться желающие заняться рыбным промыслом. К 1860 году в поселке уже жило около 120 семей. Cо стремительным ростом поселка и прокладкой железной дороги, земля на которой находилось селение также выросла в цене, в связи с чем на нее была повышена арендная плата. Начался спор между селянами и Нахичеванским магистратом по поводу законности увеличения требований налогов на землю. Повышенные размеры арендной платы показались непомерными для жителей поселка, в связи с чем они окончательно решили не платить аренду. Споры о земле продолжались десятилетия. Суды решали склонялись то в одну, то в другую сторону. С потерей самостоятельности, ввиду прекращения деятельности Нахичеванского армянского магистрата, и отнесением в 1888 году города Нахичевани и армянских сел к Области войска Донского, отстаивать свои права армянам становиться все сложнее. В конечном счете, итогом спора длившегося десятилетия, стало отторжение из земель Чалтырской волости более 500 десятин в пользу Курячьей Косы.

## География
Расположено на берегу Таганрогского залива к востоку от Таганрога, в 10-11 км от железнодорожной станции Таганрог-Пассажирский. В селе находится платформа Приморка на линии Таганрог — Ростов-на-Дону.

## Население
| 2002 | 2010  |
| ---- | ----- |
| 3786 | ↘3781 |

## Известные жители
- В селе в 1917 году родился Подопригора, Яков Фёдорович (1917—2006), советский военный и хозяйственный деятель; после демобилизации жил и работал шофером Шаховой, Василий Андреевич (1924—1960) — полный кавалер ордена Славы[6].